# Santoni
A santoni a késő kréta földtörténeti kor hat korszaka közül a negyedik, amely 86,3 ± 0,5 millió évvel ezelőtt (mya) kezdődött, a coniaci korszak után és 83,6 ± 0,2 mya ért véget, a campaniai korszak előtt.
A korszak neve a franciaországi Saintes város nevéből származik.
Ebben az időszakban élt a Pannoniasaurus, valamint a Hungarosaurus és a Bakonydraco galaczi repülő őshüllő, amelyek maradványait a Bakony santoni korszaki mészkövében találták meg 2000-ben.

## Ősföldrajz
A santoni idején a kontinensek még nem álltak a mai helyükön, de már nagyjából mai formájukat mutatták. Jelentős ma szárazon álló területeket azonban sekély tenger borította, mivel a tengerek szintje a santoni idején nagyon magas volt.
Vitatott, hogy ebben az időben már teljesen szétnyílt-e az Atlanti-óceán: Afrika és Dél-Amerika között még lehettek földhidak. A Középső-Atlanti-óceán már biztosan létezett. Valószínűleg összeköttetésben állt az Északi-sarkkal a Labradori-tengeren keresztül, és minden bizonnyal az Észak-Amerika közepéig hullámzó belső tengeren keresztül is. Dél-Amerikában és talán Afrikában is jelentős belső tengerek létezhettek.
Az Arab-félsziget ekkor még szorosan Afrikához tapadt, Dél-Európa még mai szemmel felismerhetetlen volt, sok mikrolemezből állt, amelyeknek java a tenger szintje alá merült. India még csak ekkortájt vált szét Madagaszkártól és kezdte meg vándorútját Ázsia felé.